# ستيفن فينبيرج
ستيفن إليوت فينبيرج (27 نوفمبر 1942 – 14 ديسمبر 2016) أستاذ فخري (أستاذ الإحصاء والعلوم الاجتماعية في جامعة موريس فولك سابقًا) في قسم الإحصاءات العامة، وتعلم الآلة في كليتي هاينز، وسيلاب في جامعة كارنيغي ميلون.
ولد في تورنتو في أونتاريو، حصل على بكالوريوس في الرياضيات والإحصاء من جامعة تورنتو في عام 1964، وماجستير في الإحصاء في عام 1965، ودكتوراه في الإحصاء في عام 1968 من جامعة هارفارد. كان عضوًا في هيئة التدريس في جامعة كارنيجي ميلون منذ عام 1980، شغل منصب عميد كلية ديتريش للعلوم الإنسانية والعلوم الاجتماعية، وأصبح مواطنًا أمريكيًا في عام 1998، قام بتأليف أكثر من 400 منشور وورقة بحثية، بما في ذلك كتبه الستة، وأشرف على أكثر من 30 رسالة دكتوراه.
حصل ستيفن فينبيرج على جائزة رؤساء COPSS، وانتُخب عضوًا في الأكاديمية الوطنية للعلوم، كما انتخب زميلًا في الجمعية الملكية في كندا، وانتخب زميلًا في الأكاديمية الأمريكية للفنون والعلوم، وزميلًا في الجمعية الأمريكية لتقدم العلوم، وزميلًا في الجمعية الإحصائية الأمريكية وزميلًا في معهد الإحصاء الرياضي. يعتبر من أبرز خبراء الإحصاءات الاجتماعية في العالم، قام بتأليف عدة كتب عن تحليل البيانات، US
 وتعديل نظام الإحصاء الأمريكي، كما أنه مؤسس ورئيس تحرير مجلة الخصوصية والسرية فاز في 2015 بجائزة NISS Jerome Sacks  للأبحاث التخصصية، وتم اختياره كمحاضر في منحة ر. أ. فيشر الدراسية في عام 2015.
تزوج ستيفن فينبيرج من جويس فينبيرج، ولديه ولدان، أنتوني وهاورد، ولدية ستة أحفاد. توفي في 14 ديسمبر 2016.